# Martin Sommer
Walter Gerhard Martin Sommer (Schkölen, 8 febbraio 1915 – Schwarzenbruck, 7 giugno 1988) è stato un militare e criminale di guerra tedesco, noto per le brutalità commesse nel campo di concentramento di Buchenwald.

## Biografia
A partire dal 1938, Sommer lavorò come guardia nei campi di concentramento di Dachau e Buchenwald. In quest'ultimo lager si guadagnò il soprannome di "Boia di Buchenwald" per la sua brutalità nei confronti degli internati, che superava quella che di norma era in uso nei campi di sterminio nazisti, i quali vennero sottoposti a numerose torture. Sommer si divertiva a frustare i prigionieri o a picchiarli con una sbarra di ferro, li obbligava ad affondare le loro facce negli escrementi e immergeva i loro organi genitali nell'acqua gelida o bollente. Inoltre, fece crocifiggere a testa in giù due sacerdoti austriaci, tali Otto Neururer e Mathias Spannlang.
Nel 1943 il Reichsführer-SS Heinrich Himmler ordinò al giudice delle SS Georg Konrad Morgen di indagare su alcuni casi di corruzione e sadismo che affliggevano il sistema concentrazionario. Morgen fece arrestare numerose persone, fra cui lo stesso Sommer, Karl Otto Koch e la moglie Ilse Köhler. Sommer fu degradato e mandato a combattere sul fronte orientale, dove perse il braccio sinistro e la gamba destra a causa dell'esplosione di un carro armato. In seguito, venne fatto prigioniero dall'Armata rossa e detenuto in una prigione sovietica fino al 1955, quando venne liberato.
Dopo il suo rilascio, tornò in Germania Ovest, dove si sposò e divenne padre di un bambino. Nel 1957 venne accusato dell'uccisione di 101 prigionieri, mentre nel luglio dell'anno successivo venne condannato all'ergastolo per averne uccisi 25. Morì nell'ospedale della prigione di Schwarzenbruck nel 1988.